# HMS Actaeon
La HMS Actaeon fu una fregata di classe Enterprise della Royal Navy britannica.
La Actaeon fu commissionata nel giugno 1775 sotto il comando del Capitano Christopher Atkins.
Il 29 giugno 1776 si arenò al largo di Charleston e venne successivamente incendiata.